# Dino Verzini
Dino Verzini (ur. 26 listopada 1943 w Zevio) – włoski kolarz torowy, złoty medalista mistrzostw świata.

## Kariera
Największy sukces w karierze Dino Verzini osiągnął w 1967 roku, kiedy wspólnie z Bruno Gonzato zdobył złoty medal w wyścigu tandemów podczas mistrzostw świata w Amsterdamie. Rok później wystartował na igrzyskach olimpijskich w Meksyku, gdzie rywalizację w sprincie indywidualnym ukończył na piątej pozycji. Cztery lata później, podczas igrzysk w Monachium razem z Giorgio Rossim zajął dziewiąte miejsce w wyścigu tandemów. W 1972 roku zdobył także mistrzostwo kraju w tej samej konkurencji.